# 斉藤京子 (民謡歌手)
斉藤 京子（さいとう きょうこ、1936年（昭和11年）6月19日 - 2022年（令和4年）1月2日）は、日本の民謡歌手。秋田県北秋田郡栄村（現・北秋田市）太田生まれ。本名は齋藤京子。

## 経歴
「江差追分」の名人であった父・二代目大船繁三郎と、民謡歌手の母・函青白糸との間に生まれる。両親とともに巡業で各地を回り、4歳のとき函館で初舞台を踏む。
秋田・東北を中心に全国の民謡を手がけ、さらに端唄・小唄などの俗謡や、ご当地ソング・舞踊歌謡とレパートリーも幅広い。
1953年、17歳のときコロムビアから「新タント節」「もみすり唄」他でデビュー。20歳でキングレコードに移籍し、「おんな白虎隊」「あゝ川中島」などをヒットさせる。同じ年、父の弟弟子でもあった三橋美智也とデュエットした「お花ちゃん」が大ヒット。ユーモラスな東北弁の歌詞が全国で愛唱された。
1981年の後藤俊夫監督の映画『マタギ』への出演や、フジテレビ『ライオンのいただきます』にレギュラー出演するなど、歌手活動以外にも活動の幅を広げた。
2018年11月に脳卒中で倒れ闘病生活を送っていたが、2022年1月2日22時43分、廃用症候群のため東京都内の病院で死去85歳没。

## 主なテレビ出演
- ライオンのいただきます（フジテレビ）
- 一枚の写真（1989年8月11日、フジテレビ）
- NHK歌謡コンサート（2010年7月13日、NHK総合テレビ）

## 受賞歴
- 1990年 - 文化庁芸術祭賞（演芸部門）